# ProA 2019/20
Die Saison 2019/20 war die dreizehnte Spielzeit der deutschen Basketball-Spielklasse ProA. Die ProA ist die erste Spielklasse der hierarchisch gegliederten 2. Basketball-Bundesliga. Die Punktrunde der Saison begann am 20. September 2019, die Saison wurde am 17. März 2020 wegen der Ausbreitung des Coronavirus SARS-CoV-2 vorzeitig beendet.

## Spielmodus
An der Liga nahmen 17 Mannschaften teil, die eine Hauptrunde als Rundenturnier im Modus „Jeder gegen Jeden“ mit Hin- und Rückspiel austrugen. Die acht in der Abschlusstabelle bestplatzierten Mannschaften hätten in der Meisterrunde („Playoffs“) in bis zu fünf Begegnungen zwei Finalteilnehmer ausspielen sollen, die damit das sportliche Teilnahmerecht an der Basketball-Bundesliga erworben hätten, welches sie bei Erteilung einer BBL-Lizenz auf der Grundlage wirtschaftlicher und infrastruktureller Kriterien zum Aufstieg in die Bundesliga berechtigt hätte. Die Finalteilnehmer hätten zudem in Hin- und Rückspiel den Meister dieser Spielklasse ausspielen sollen.

## Saisonnotizen
- Als Absteiger aus der Basketball-Bundesliga kehrte Science City Jena nach drei Jahren in der Bundesliga in die ProA zurück.[4] Für die Eisbären Bremerhaven war es der erste Abstieg in die ProA in ihrer Vereinsgeschichte.[5]
- Aufsteiger aus der ProB waren ProB-Meister Bayer Giants Leverkusen.[6] Der Vizemeister UBC Münster verzichtete auf sein Aufstiegsrecht, stattdessen stiegen die Wiha Panthers Schwenningen auf.[7]
- Als Absteiger der Vorsaison mussten die Baunach Young Pikes sowie die Hebeisen White Wings Hanau den Gang in die ProB antreten.[7]
- Dem Vizemeister der Vorsaison, den Nürnberg Falcons, wurde die Lizenz für die Bundesliga verwehrt, wodurch nur die Hamburg Towers aufsteigen durften. Aus diesem Grund fand die Saison mit 17 statt den etatmäßigen 16 Mannschaften statt.[8]
- Laut Spielordnung der ProA hätten ursprünglich drei Vereine (15. bis 17. Platz) nach Saisonende absteigen müssten.[9] Da jedoch aus der Bundesliga nur ein Verein absteigt, entschied man sich im Februar 2020 dazu, dass nur die zwei letztplatzierten Mannschaften absteigen sollen.[3] Somit sollte in der Saison 2020/21 erneut die Sollstärke von 16 Mannschaften erreicht werden.
- Anfang Januar 2020 sorgten die Rostock Seawolves mit der Verpflichtung des ehemaligen Bundes- und Meistertrainers Dirk Bauermanns für einen personellen Paukenschlag.[10] Mit dem Trainer Jenas Frank Menz waren somit zwei ehemalige Bundestrainer in der Liga beschäftigt.
- Wegen eines laut Ligaleitung „erheblichen Verstoßes gegen Auflagen“ wurden Nürnberg im Januar 2020 vier Punkte abgezogen.[11]
- Am 11. März 2020 gab die Ligaleitung bekannt, den Spielbetrieb aufgrund der Ausbreitung des Coronavirus SARS-CoV-2 zu unterbrechen.[12] Am 17. März wurde die Saison aus demselben Grund vorzeitig beendet. Der sich zu diesem Zeitpunkt darstellende Stand wurde als Abschlusstabelle erachtet. Chemnitz als zu diesem Zeitpunkt Erstplatzierter und Bremerhaven als Zweiter erhielten das sportliche Aufstiegsrecht in die Basketball-Bundesliga. Wegen des Abbruchs der Saison wurde entschieden, dass keine Mannschaften in die 2. Bundesliga ProB absteigen müssen.[2]

## Hauptrunde
- Stand: Saisonende

| \| # \| Mannschaft \| Spiele \| Siege \| Nieder- lagen \| Korb- punkte \| Differenz \| Sieg- punkte \| \| -- \| ------------------------------ \| ------ \| ----- \| ------------- \| ------------ \| --------- \| ------------ \| \| 01 \| Niners Chemnitz \| 27 \| 25 \| 02 \| 2590:2190 \| +400 \| 50 \| \| 02 \| Eisbären Bremerhaven (A) \| 27 \| 20 \| 07 \| 2392:2123 \| +269 \| 40 \| \| 03 \| Science City Jena (A) \| 27 \| 18 \| 09 \| 2248:2244 \| +4 \| 36 \| \| 04 \| MLP Academics Heidelberg \| 28 \| 16 \| 12 \| 2277:2218 \| +59 \| 32 \| \| 05 \| Bayer Giants Leverkusen (N) \| 27 \| 14 \| 13 \| 2189:2254 \| -65 \| 28 \| \| 06 \| Uni Baskets Paderborn \| 27 \| 14 \| 13 \| 2381:2358 \| +23 \| 28 \| \| 07 \| Römerstrom Gladiators Trier \| 27 \| 14 \| 13 \| 2257:2183 \| +74 \| 28 \| \| 08 \| Nürnberg Falcons BC 1 \| 28 \| 16 \| 12 \| 2314:2316 \| -2 \| 28 \| \| 09 \| Wiha Panthers Schwenningen (N) \| 28 \| 14 \| 14 \| 2229:2222 \| +7 \| 28 \| \| 10 \| Phoenix Hagen \| 27 \| 13 \| 14 \| 2282:2231 \| +51 \| 26 \| \| 11 \| Kirchheim Knights \| 28 \| 13 \| 15 \| 2334:2396 \| -62 \| 26 \| \| 12 \| Rostock Seawolves \| 27 \| 12 \| 15 \| 2161:2189 \| -28 \| 24 \| \| 13 \| Tigers Tübingen \| 28 \| 12 \| 16 \| 2268:2306 \| -38 \| 24 \| \| 14 \| Artland Dragons \| 27 \| 10 \| 17 \| 2148:2248 \| -100 \| 20 \| \| 15 \| PS Karlsruhe Lions \| 27 \| 09 \| 18 \| 2178:2271 \| -93 \| 18 \| \| 16 \| FC Schalke 04 Basketball \| 27 \| 08 \| 19 \| 2087:2215 \| -128 \| 16 \| \| 17 \| Team Ehingen Urspring \| 27 \| 04 \| 23 \| 2001:2372 \| -371 \| 08 \| |                                |        |       |               |              |           |              |
| # | Mannschaft                     | Spiele | Siege | Nieder- lagen | Korb- punkte | Differenz | Sieg- punkte |
| 01 | Niners Chemnitz                | 27     | 25    | 02            | 2590:2190    | +400      | 50           |
| 02 | Eisbären Bremerhaven (A)       | 27     | 20    | 07            | 2392:2123    | +269      | 40           |
| 03 | Science City Jena (A)          | 27     | 18    | 09            | 2248:2244    | +4        | 36           |
| 04 | MLP Academics Heidelberg       | 28     | 16    | 12            | 2277:2218    | +59       | 32           |
| 05 | Bayer Giants Leverkusen (N)    | 27     | 14    | 13            | 2189:2254    | -65       | 28           |
| 06 | Uni Baskets Paderborn          | 27     | 14    | 13            | 2381:2358    | +23       | 28           |
| 07 | Römerstrom Gladiators Trier    | 27     | 14    | 13            | 2257:2183    | +74       | 28           |
| 08 | Nürnberg Falcons BC 1          | 28     | 16    | 12            | 2314:2316    | -2        | 28           |
| 09 | Wiha Panthers Schwenningen (N) | 28     | 14    | 14            | 2229:2222    | +7        | 28           |
| 10 | Phoenix Hagen                  | 27     | 13    | 14            | 2282:2231    | +51       | 26           |
| 11 | Kirchheim Knights              | 28     | 13    | 15            | 2334:2396    | -62       | 26           |
| 12 | Rostock Seawolves              | 27     | 12    | 15            | 2161:2189    | -28       | 24           |
| 13 | Tigers Tübingen                | 28     | 12    | 16            | 2268:2306    | -38       | 24           |
| 14 | Artland Dragons                | 27     | 10    | 17            | 2148:2248    | -100      | 20           |
| 15 | PS Karlsruhe Lions             | 27     | 09    | 18            | 2178:2271    | -93       | 18           |
| 16 | FC Schalke 04 Basketball       | 27     | 08    | 19            | 2087:2215    | -128      | 16           |
| 17 | Team Ehingen Urspring          | 27     | 04    | 23            | 2001:2372    | -371      | 08           |

(A) = Absteiger aus der Basketball-Bundesliga 2018/19
(N) = Neuling / Aufsteiger aus der ProB
|  | = Playoff-Plätze |
|  | = Abstiegsplätze |

Bei Gleichheit werden für die Platzierung die Ergebnisse im direkten Vergleich herangezogen.

## Ehrungen
- Spieler des Jahres:  Kendale McCullum (Uni Baskets Paderborn)[14]
- Youngster des Jahres:  Moritz Sanders (Nürnberg Falcons BC)[14]
- Most Likable Player:  Dennis Nawrocki (Science City Jena)[15]
- Trainer des Jahres:  Rodrigo Pastore (Niners Chemnitz)[14]